# Gullklöver
Gullklöver (Trifolium aureum) är en art i familjen ärtväxter som ursprungligen kommer från Europa. Arten är tvåårig och vanligen alldeles upprät samt tämligen allmän på såväl torra ängsbackar, som på torra, odlade ställen (trädesåkrar, vägkanter) i södra och mellersta delen av Skandinavien.
Gullklövern blir mellan 10 och 30 centimeter hög. Liksom alla andra klövrar är bladen delade i tre småblad. Varje småblad är 15–25 millimeter långt och 6–9 millimeter brett. De gula blommorna sitter i rundade, något avlånga blomställningar som är mellan 1 och 2 centimeter i diameter. Efter blomningen blir kronan brun och kvarsittande, till formen föga förändrad, vilket ger fruktställningen en viss likhet med en liten humlekotte (därför har den även kallats humleklöver och jordhumle); i Västergötland kallas den gullkulla.
En äldre vetenskaplig synonym är Trifolium agrarium L.